# Турецька Республіка Північного Кіпру
Туре́цька Респу́бліка Півні́чного Кі́пру (ТРПК) (тур. Kuzey Kıbrıs Türk Cumhuriyeti (KKTC)) — самопроголошена держава на півночі Кіпру, яка виникла у 1975 році внаслідок турецького військового вторгнення на Кіпр. З 1975 до 1983 ця територія мала назву Турецька Федеративна Держава Північного Кіпру.
Столицею ТРПК вважається північна частина міста Нікосія (тур. Lefkoşa, грец. Λευκωσία) — столиці Республіки Кіпр.

## Статус
Туреччина — єдина у світі держава, яка визнала незалежність Північного Кіпру. Згідно з міжнародним правом, Республіка Кіпр зберігає суверенітет над усією територією, що входила до неї до 1974. Цю позицію займають ООН та всі держави світу, окрім Туреччини.
ТРПК відокремлена від решти частини Кіпру буферною зоною. Лінію, що розділяє острів на два сектори (так звана «Зелена лінія» — англ. Green Line), охороняє контингент Збройних сил ООН з підтримки миру на Кіпрі (ЗСООНК).

## Державний устрій
За результатами президентських виборів 2010 року на посаді президента Мехмета Алі Талата змінив Дервіш Ероглу, а у 2015 році посаду президента виборов Мустафа Акинджи.

## Адміністративний поділ
Турецька Республіка Північного Кіпру поділяється на п'ять районів.
| Мапа ТРПК | Райони     | Назва турецькою |
| --------- | ---------- | --------------- |
|           | Нікосія    | Lefkoşa         |
| Фамагуста | Gazimağusa |                 |
| Кіренія   | Girne      |                 |
| Морфу     | Güzelyurt  |                 |
| Трікомо   | İskele     |                 |

## Населення
Населення Північного Кіпру становить близько 300 тисяч, що проживають на площі 3 355 км². (включаючи невеликий ексклав Коккіна (тур. Erenköy). Переважна більшість населення — етнічні турки, які представлені двома громадами: місцеві турки-кіпріоти та анатолійські турки, переселенці з Туреччини. Присутня також невелика частка греків-кіпріотів, що живуть у своїх анклавах, і маронітів.

## Економіка
В економіці Турецької Республіки Північного Кіпру домінує сектор обслуговування, існують також сільське господарство і легка промисловість. Як валюта використовується нова турецька ліра.
У зв'язку з відсутністю міжнародного визнання, всі зовнішньоторговельні операції ТРПК можуть йти тільки через Туреччину.
Попри ці труднощі, місцева економіка демонструє в останні роки вражаюче зростання, 2001—2005: 5,4 %, 6,9 %, 11,4 %, 15,4 %, 10,6 %. Це зростання багато в чому забезпечується стабільністю ліри й бумом у секторах освіти та будівництва.
Економіка ТРПК залежить від допомоги Туреччини. У 2003—2006 було отримано 550 млн доларів.
Кількість іноземних туристів, що відвідали ТРПК в січні 2003 — серпні 2004, становила 286 901 чол.
На території ТРПК також знаходиться низка відомих університетів:
- Університет Східного Середземномор'я
- Близькосхідний Університет
- Американський Університет Гірне
- Близькосхідний Технічний Університет
- Європейський Університет Лефко
- Міжнародний Університет Кіпру.

## Нумізматика
У 2010 Північний Кіпр неофіційно випустив набір з 8 сувенірних монет, чотири з яких — біметалеві.
На аверсі монет зображено герб країни. На реверсі кожної з восьми монет — представники тваринного і рослинного світу Північного Кіпру. На 5 лірах — кіпрський муфлон, на 2 1/2 лірах — голуб, на 1 лірі — метелик. Реверси монет номіналом 5, 10, 25 і 50 курушів містять зображення місцевих рослин, на монеті найменшого номіналу, 1 куруш, розміщені півмісяць із зіркою — Національний прапор Північного Кіпру.
У 2011 республіка випустила мідно-нікелеву монету номіналом 20 лір з зображенням османського султана Селіма II — сина султани українського походження Роксолани. Одружений з венеціанською дворянкою і відомий своєю любов'ю до вина (за свої пристрасті він навіть отримав прізвисько «П'яниця»), султан у 1570 завоював Кіпр, щоб його улюблене вино завжди було на його столі. На реверсі монети зображений герб Північного Кіпру.